# زاموستی-بلاتا
زاموستی-بلاتا (به چکی: Zámostí-Blata) یک منطقهٔ مسکونی در جمهوری چک است که در شهرستان ییچین واقع شده‌است.